# Kolvereids kommun
Kolvereids kommun (norska: Kolvereid kommune) var en kommun i Nord-Trøndelag fylke i Norge. Tätorten Kolvereid utgjorde kommunens centralort.

## Administrativ historik
Kolvereids kommun upprättades den 1 januari 1838 (som Kolvereid formannskapsdistrikt) när Formannskapslovene från 1837 trädde i kraft. Kommunen omfattade då de norra och östra delarna av nuvarande Nærøysunds kommun, hela nuvarande Leka kommun samt den norra delen av nuvarande Høylandets kommun.
1860 bröts Leka kommun ut ur kommunen som då minskade från 4 090 invånare före delningen till 2 388 invånare efter.
Den 1 oktober 1886 bröts Foldereids kommun ut ur kommunen som då minskade från 2 664 invånare före delningen till 1 716 invånare efter. Den återstående delen omfattade ett område i den mellersta delen av nuvarande Nærøysunds kommun.
Den 1 januari 1902 överfördes ett obebott område från Kolvereids kommun till Nærøy kommun.
Den 1 januari 1964 gick Kolvereids kommun, tillsammans med Gravviks kommun och huvuddelen av Foldereids kommun, upp i Nærøy kommun. Kommunens hade då 2 426 invånare.
Området utgör sedan den 1 januari 2020 en del av Nærøysunds kommun.